# Jedlnia-Letnisko (gmina)

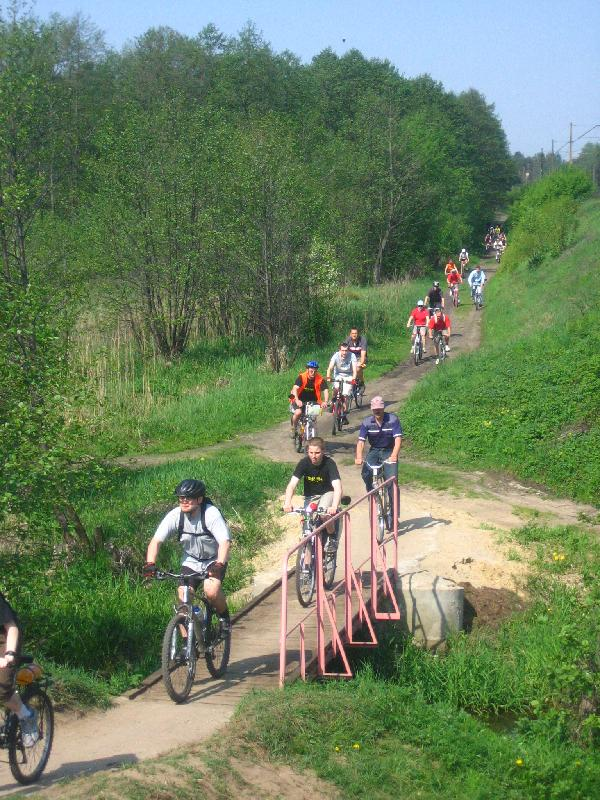
Radomskie Bractwo Rowerowe w drodze do Jedlni-Letnisko (2006)

Jedlnia-Letnisko (do 1954 gmina Gzowice) – gmina miejsko-wiejska w województwie mazowieckim, w powiecie radomskim. W latach 1975–1998 gmina położona była w województwie radomskim. 
Siedziba gminy to Jedlnia-Letnisko.1 stycznia 2022 stała się miastem.
Według danych z dnia 30.04.2020 gminę zamieszkiwało 12 899 osób.

## Struktura powierzchni
Według danych z roku 2012 gmina Jedlnia-Letnisko ma obszar ok. 65,57 km².

## Demografia
31 grudnia 2011 gmina liczyła 12216 osób w tym 6061 mężczyzn i 6155 kobiet.

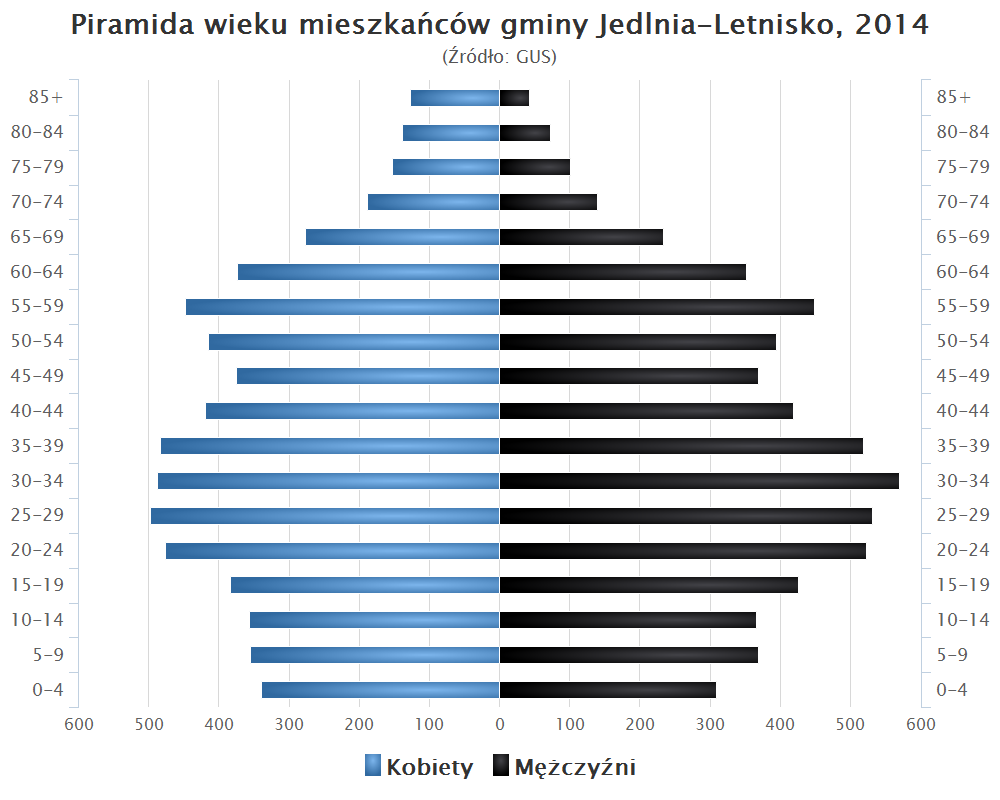
Piramida wieku mieszkańców gminy Jedlnia-Letnisko w 2014 roku

## Wójtowie Gminy
Za pośrednictwem danych ze stron Państwowej Komisji Wyborczej:
- Zygmunt Malarczyk - (1990 - 2002)
- Dariusz Rzeczkowski - (2002 - 2010)[9],[10]
- Piotr Leśnowolski - (2011 - 2024)[11][12]
- Rafał Kornat - (2024 - teraz)

## Miejscowości
Liczba mieszkańców (stan na 30.04.2020)

1. Aleksandrów – 303 mieszkańców
2. Antoniówka – 569 mieszk.
3. Cudnów – 367 mieszk.
4. Dawidów – 141 mieszk.
5. Groszowice – 1175 mieszk.
6. Gzowice – 374 mieszk.
7. Gzowice Folwark – 91 mieszk.
8. Gzowice Kolonia – 104 mieszk.
9. Jedlnia Letnisko – 3988 mieszk.
10. Kolonka – 46 mieszk.
11. Lasowice – 398 mieszk.
12. Maryno – 186 mieszk.
13. Myśliszewice – 519 mieszk.
14. Natolin – 235 mieszk.
15. Piotrowice – 242 mieszk.
16. Rajec Poduchowny – 1029 mieszk.
17. Rajec Szlachecki – 1020 mieszk.
18. Sadków – 850 mieszk.
19. Sadków Górki – 126 mieszk.
20. Siczki – 368 mieszk.
21. Słupica – 459 mieszk.
22. Wrzosów – 309 mieszk.

## Atrakcje turystyczne gminy
1. Gmina położona jest na skraju Puszczy Kozienickiej, dlatego Jedlnia Letnisko jest świetnym miejscem wypadowym w Puszczę,
2. Zalew na rzece Gzówce i znajdująca się obok plaża wraz z pływającym molo.[13]
3. Dwie odkryte siłownie i długa promenada po lewej stronie zalewu.[14]

## Sołectwa
Aleksandrów, Antoniówka, Cudnów, Dawidów, Groszowice, Gzowice, Gzowice-Folwark, Gzowice-Kolonia, Lasowice, Maryno, Myśliszewice, Natolin, Piotrowice, Rajec Poduchowny, Rajec Szlachecki, Sadków, Sadków Górki, Siczki, Słupica, Wrzosów
Wsią bez statusu sołectwa są Gzowskie Budy.

## Sąsiednie gminy
Gózd, Jastrzębia, Pionki, Pionki, Radom